# Glbtq.com
glbtq.com es una enciclopedia en Internet que presenta artículos sobre temas LGBT y biografías de gais, lesbianas, bisexuales, transgénero y personas queer. Es el sitio de información LGBT más popular según Alexa. Ha sido llamada la «Encyclopedia Brittaniqueer», juego de palabras entre Encyclopædia Britannica y queer, en The Advocate, y considerada una de las «Mejores páginas de referencia gratuitas en Internet» en 2005 por la American Library Association. La página y todos los artículos de la enciclopedia están disponibles solamente en inglés.
El sitio web glbtq.com fue lanzada en 2003 y se actualiza regularmente. Alberga la mayor y más exhaustiva enciclopedia del mundo sobre la cultura LGBT. La enciclopedia contiene más de 2,2 millones de palabras categorizadas en tres departamentos: Arte, Literatura e Historia y Ciencias sociales. El sitio también incluye una foro de discusiones y una sección especial que presenta entrevistas, exposiciones de fotografías y temas de interés especial. En glbtq.com también se edita un boletín informativo a principios y mediados de mes, informando sobre nuevas entradas y se destaca un tema específico que hace referencia a un grupo de entradas.
El editor de glbtq.com es Andrew Wickholm alias Wik. El redactor general es Claude J. Summers.
Todas las entradas de la enciclopedia están firmadas y referenciadas. Hay más de 350 colaboradores, cuyas biografías están incluidas en el sitio. Entre ellos se cuentan: Tee Corinne (fotógrafa y artista visual), 
Shaun Cole (conservador del Victoria and Albert Museum de Londres), William Hood (catedrático de arte en el Oberlin College), Karla Jay (directora de Women's Studies en la Pace University), Stephen O. Murray (escritor) y Jim Provenzano (escritor).
La página web fue cerrada el 1 de agosto de 2015, debido al colapso de los ingresos por publicidad que mantenían la página.  Las entradas de la enciclopedia han sido archivadas en www.glbtqarchive.com.

## Publicaciones
En asociación con Cleis Press, glbtq.com ha publicado tres libros:
- Summers, Claude J. (2004). The Queer Encyclopedia of the Visual Arts. Cleis Press. ISBN 1-573-44191-0.
- Summers, Claude J. (2004). The Queer Encyclopedia of Music, Dance, & Musical Theater. Cleis Press. ISBN 1-573-44198-8.
- Summers, Claude J. (2005). The Queer Encyclopedia of Film & Television. Cleis Press. ISBN 1-573-44209-7.